# Honigpumpe am Arbeitsplatz
Die Honigpumpe am Arbeitsplatz war eine Installation des Künstlers Joseph Beuys, die er 1977 auf der Documenta 6 in Kassel zeigte. Es handelte sich dabei um eine über mehrere Räume des Fridericianums verteilte technische Anordnung, die 150 kg Honig durch ein umlaufendes Schlauchsystem pumpte. Neben der Honigpumpe rotierte eine Kupferwelle in 100 kg Margarine. Zu der Installation gehörte Beuys’ Anwesenheit in dem in der Nähe der Apparatur eingerichteten Diskussionsforum der von ihm mitgegründeten Free International University, in dem er an den 100 Tagen der Ausstellung mit den Besuchern diskutierte.

## Installation
Im Erdgeschoss des Museums Fridericianum in einem halbkreisförmigen Raum befand sich ein mit flüssigem Honig gefüllter Edelstahlbehälter, aus dem eine elektrisch angetriebene Lebensmittelpumpe den Honig durch eine verzinkte Steigleitung bis in 18 Meter Höhe des Treppenhauses des Fridericianums beförderte. Von dort lief er durch einen transparenten Kunststoffschlauch wieder zurück in den Edelstahlkessel. Die Installation bildete ein geschlossenes Kreislaufsystem, insgesamt 173 m Schläuche und Röhren. Neben der Lebensmittelpumpe standen zwei Elektromotoren, die durch eine 2,60 m lange Kupferwelle miteinander verbunden waren. Diese rotierte in 100 kg Margarine, welche zwischen den Motoren auf dem Boden aufgehäuft war. In einer Ecke standen drei Gefäße. Der halbkreisförmige Raum war für die Besucher nicht zugänglich und konnte nur von oben eingesehen werden.
In unmittelbarer Nähe zur Honigpumpe befand sich der Tagungsraum der Free International University (FIU), in dem Beuys ausführlich mit den Besuchern diskutierte. Die Plastikschlauchleitung der Honigpumpe führte durch das Halbrund des Raumes unter der Decke (in der Ecke) entlang. An einer Stelle war sie an der Wand in mehrfachen Windungen kreisrund über dünne Eisenstangen geführt. Der Raum war auf diese Weise in den zirkulierenden Honigkreislauf integriert.

„Mit der Honigpumpe drücke ich das Prinzip der Freien Internationalen Universität aus, im Blutkreislauf der Gesellschaft zu arbeiten. In das Herzorgan – dem stählernen Honigbehälter – hinein und aus ihm heraus fließen die Hauptarterien, durch die der Honig mit einem pulsierenden Ton aus dem Maschinenraum gepumpt wird, durch das Gebiet der Free University zirkuliert und zum Herzen zurückkehrt. Das ganze Gebilde wird erst vervollständigt durch die Menschen im Raum, um den die Honigarterie herumfließt und in welchem der Bienenkopf in den aufgerollten Schlauchwicklungen mit seinen eisernen Fühlern gefunden werden kann.“

## Diskussionsforum
Bereits auf der Documenta 5 1972 war Beuys mit einem Büro der „Organisation für direkte Demokratie durch Volksabstimmung“, in dem eine permanente 100-tägige Diskussion stattfand, vertreten. Am letzten Tag fand ein „Boxkampf für direkte Demokratie durch Volksabstimmung“ statt. Fünf Jahre später präsentierte er 1977 die „Honigpumpe am Arbeitsplatz“ – ebenfalls mit permanentem Diskussionsforum, in welchem er mit den Besuchern über seinen Erweiterten Kunstbegriff, die Soziale Plastik und eine direkte Demokratie diskutierte. Dies geschah im Rahmen eines hundert Tage dauernden Forums der Free International University (FIU), die er anlässlich seines Beitrags zur documenta 6 ins Leben gerufen hatte. Am Eröffnungstag der Documenta 1977 fand eine halbstündige Satellitenübertragung des Hessischen Rundfunks in die USA statt, in der Joseph Beuys seine Idee der Sozialen Plastik vortrug.

## Material 'Honig'
Beuys arbeitete mit alltäglichen, für die Kunst ungewöhnlichen Gegenständen und Materialien und setzte diese oftmals in poetische und emotional aufgeladene Verbindungen um. Hierbei verwendete er neben traditionellen künstlerischen Materialien auch Stoffe wie Fett, Filz und Honig und verrottende Materialien. Er verwendete mehrfach den Werkstoff Honig und die Thematik Bienenvolk/Bienenkönigin in seinen Arbeiten, so in:
- „Bienenkönigin 3, 1951“, Holz und Wachs[7]
- „Aus dem Leben der Bienen: Der Honigprozess“, Wasserfarben, u. a., Bleistift, 1952[8]
- „Wie man dem toten Hasen die Bilder erklärt“ (Aktion, 1965) – Beuys’ Kopf war vollständig mit Honig, Blattgold und Goldstaub bedeckt
- „Gib mir Honig“, signierter Blecheimer für Honig, 1979

Tilman Osterwold: „Die Bienen verkörpern für Beuys einen zentralen Komplex bei der Eruierung gestalterischer Potentiale: Arbeit (Aufwand), Prozess (Zeit), Energie (Licht), Individuation (Arbeiterin, Königin), Sozialisation (Bienenvolk, Bienenstock) und Produkt (Waben, Honig). Die 'hierarchischen' Strukturen innerhalb des Bienenvolkes dienen einem gemeinschaftlichen Ziel: das Zusammenleben zu organisieren, zu stabilisieren, zu gestalten und zu erhalten; in diesem Zusammenhalt erscheinen die 'hierarchischen' Positionen wieder aufgelöst. Mit den Bienen setzt Beuys – in Richtung auf menschliche Interessen und Orientiereungen – einen Maßstab: Es ist die Vergewisserung einer – auch im Menschen verankerten – Möglichkeit, mit individuellen Kräften ein gemeinschaftliches 'Bild' zu kreieren, (…).“
In einem Gespräch, das die „Rheinische Bienenzeitung“ 1975 mit Beuys führte, ging der Künstler näher auf den Zusammenhang von Bienenvolk/Honig und der Idee der Sozialen Plastik ein: Honig sollte auf die gemeinschaftliche Lebensform der Honigbiene und deren Fähigkeiten zur Staatenbildung hinweisen, aber nicht als Staat, der perfekt funktionieren müsse, sondern „im Sinne eines Organismus, der doch perfekt funktionieren muss.“ Am Bienenorganismus sei der durch soziale Tätigkeit entstehende Wärmeprozess abbildbar. „Dieser Begriff des Wärmehaften verbindet sich auch mit dem Begriff der Brüderlichkeit und des gegenseitigen Zusammenarbeitens, und deswegen haben Sozialisten die Biene genommen als Symbol, weil das im Bienenstock geschieht, die absolute Bereitschaft, sich selbst zurückzustellen und für andere etwas zu tun.“

## Nach der documenta
Die Honigpumpe am Arbeitsplatz gelangte in zerlegtem Zustand in das Louisiana Museum in Humlebæk, Dänemark. Tafeln, die während der Gespräche im Diskussionsforum entstanden waren, fanden Eingang in die Sammlung der Hallen für Neue Kunst in Schaffhausen.
 Die Free International University bestand bis 1988. Sie wurde an mehreren Orten auf Initiative verschiedener Personen in nachfolgenden Organisationen und Ablegern bis heute fortgeführt (eingefügt am 4. Juni 2017).